# Jonage
Jonage ist eine französische Gemeinde mit 6.109 Einwohnern (Stand: 1. Januar 2022) in der Métropole de Lyon in der Region Auvergne-Rhône-Alpes. Saint-Bonnet-de-Mure liegt im Arrondissement Lyon und war bis 2015 Teil des Kantons Meyzieu. Die Einwohner werden Jonageois genannt.

## Geographie
Jonage liegt etwa 20 Kilometer östlich von Lyon am Canal de Jonage an der Grenze zum Département Ain. Ein Teil des Gemeindegebiets wird vom Grand parc de Miribel-Jonage eingenommen. 

### Nachbargemeinden
Umgeben wird Jonage von den Nachbargemeinden Niévroz im Norden, Jons im Osten, Villette-d’Anthon im Osten und Südosten, Pusignan im Süden und Südosten, Meyzieu im Westen sowie Thil im Nordwesten.

## Wirtschaft und Infrastruktur
Das Bauunternehmen Vinci realisiert derzeit einen neuen Standort für die biotechnologische Produktion von Impfstoffen. Das Gebäude mit einer Fläche von 15.000 m² ist Teil eines Projekts mit einer Investitionssumme von 200 Millionen EUR. 13.000 m³ Beton werden verbaut. Der Grundstein wurde im September 2019 im Beisein von Landwirtschaftsminister Didier Guillaume gelegt.

### Verkehr
Am Rand der Gemeinde führt die Autoroute A432 entlang, die direkt zum Flughafen Lyon Saint-Exupéry führt.

## Einzelnachweise

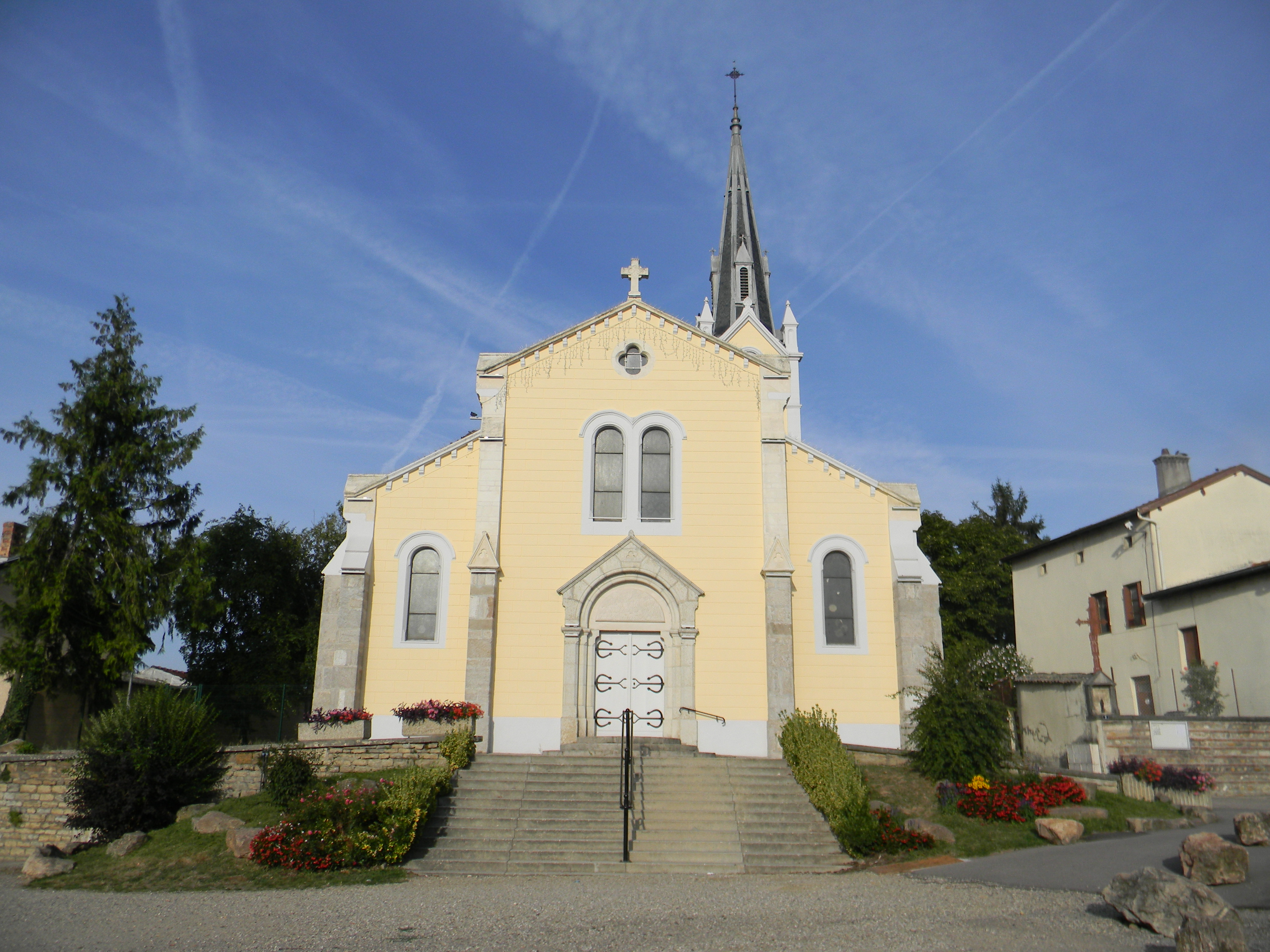
Kirche in Jonage

## Bevölkerungsentwicklung
| Jahr                       | 1962 | 1968 | 1975 | 1982 | 1990 | 1999 | 2006 | 2011 |
| Einwohner                  | 1184 | 1445 | 2206 | 2938 | 5076 | 5363 | 5729 | 5765 |
| Quellen: Cassini und INSEE |      |      |      |      |      |      |      |      |

## Sehenswürdigkeiten
- Kirche
- Rathaus